# 聖イシュトヴァーン大聖堂
座標: 北緯47度30分03秒 東経19度03分14秒 / 北緯47.500833度 東経19.053889度

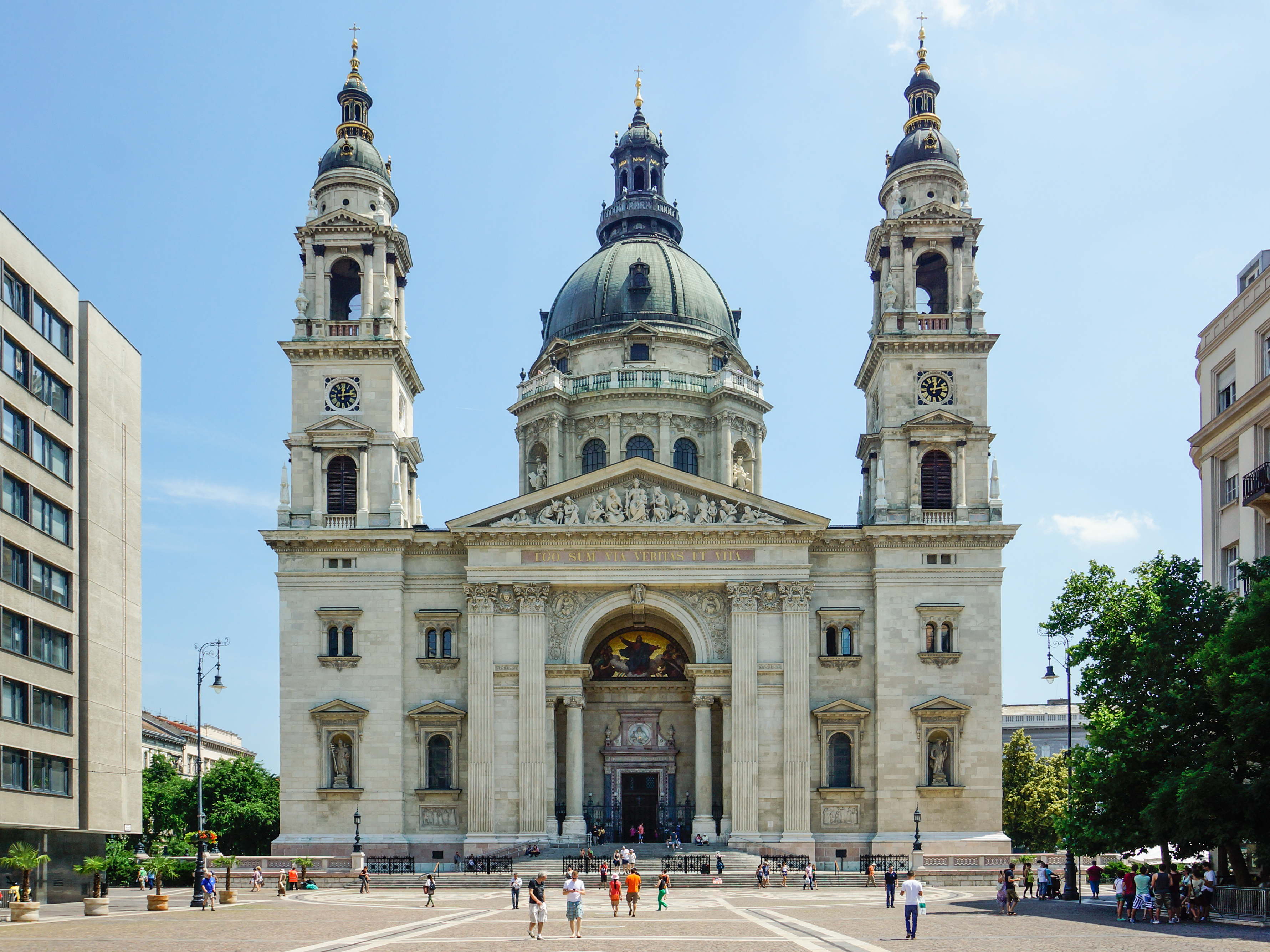
聖イシュトヴァーン大聖堂

聖イシュトヴァーン大聖堂（せいイシュトヴァーンだいせいどう、ハンガリー語: Szent István-bazilika）は、ハンガリーの首都ブダペストにあるカトリック教会のバシリカである。
聖遺物箱に収められている右手のミイラの主、ハンガリー王国の初代国王イシュトヴァーン1世にちなんで名づけられた。

## 概要
ハンガリー国会議事堂と並んで、ブダペストで最も高い建造物である。建物高96m、幅55m、奥行87.4m。
1851年に着工し、54年後の1905年に完成した。この遅滞の大半は、完成したにもかかわらず手がつけられないほど崩壊し、一から作り直すことになった1868年のドーム倒壊が起因している。
建築は、はじめヒルド・ヨージェフ、その死後はイブル・ミクローシュ、更にその後、カウゼル・ヨージェフが手がけた。
建築様式は新古典主義様式であり、平面図はギリシャ十字を模している。正面には2つの大きな鐘楼がある。南の鐘楼にある鐘は重量9トン以上あり、ハンガリーで最も大きな鐘である。現在の物は2代目であり、初代の物はほぼ8トン近くあったが、第二次世界大戦の際鋳潰されて軍用に使われた。
観光客は、エレベーターまたは364段ある階段でドームに昇ることができ、ブダペスト街を360度見渡すことができる。

## 聖なる右手
1083年に列聖されたイシュトヴァーン1世の右手のミイラが、聖遺物として保管されている。遺体から失われていた右手がトランシルヴァニアで発見されてから各地を転々とし、1771年マリア・テレジアによってブダに戻されたものである。

## ギャラリー

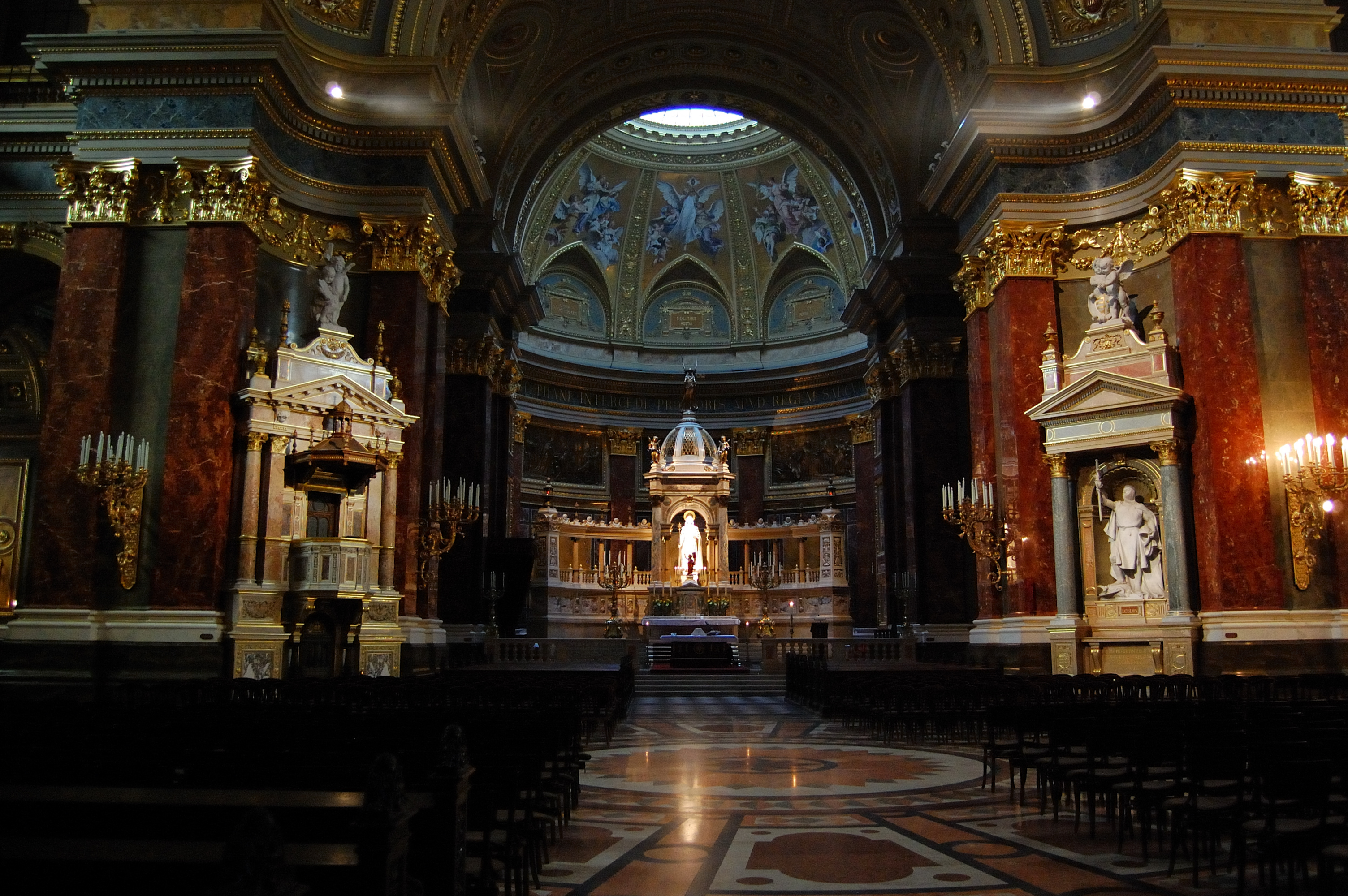
インテリア
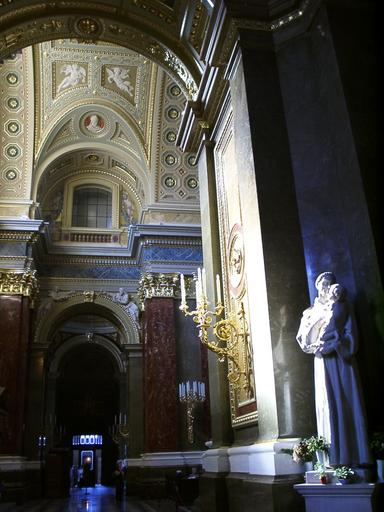
内部
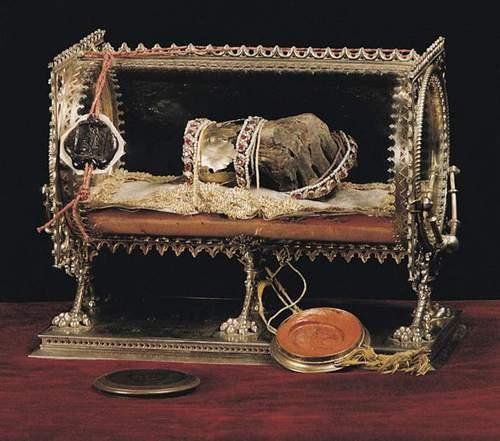
聖王イシュトヴァーンの右手
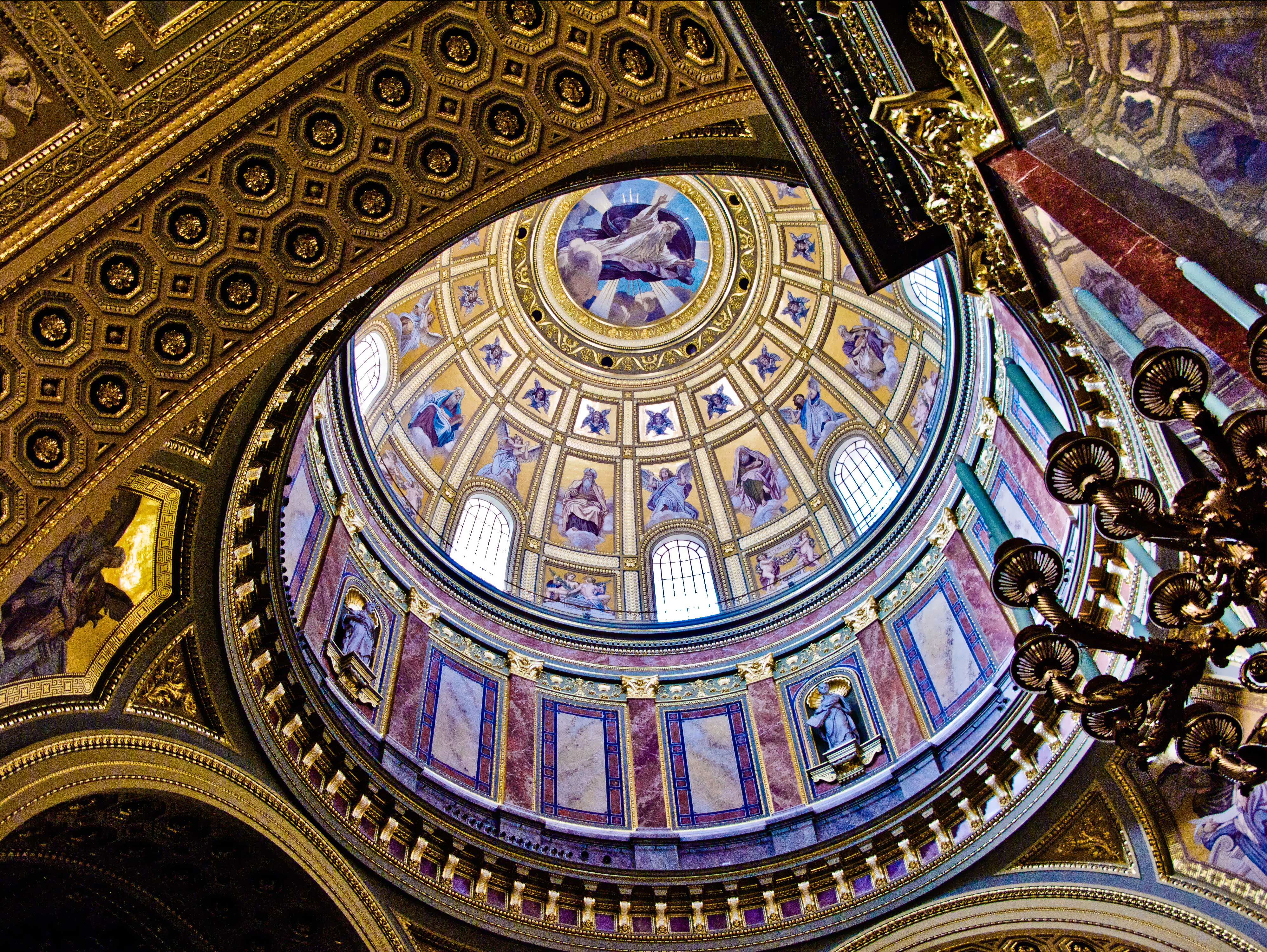
内部よりドーム部を仰ぐ
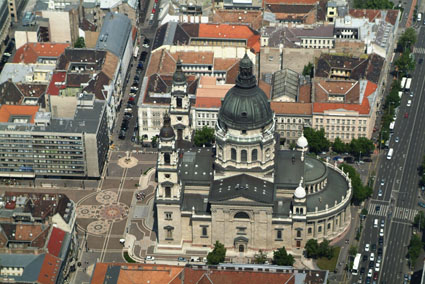
航空写真
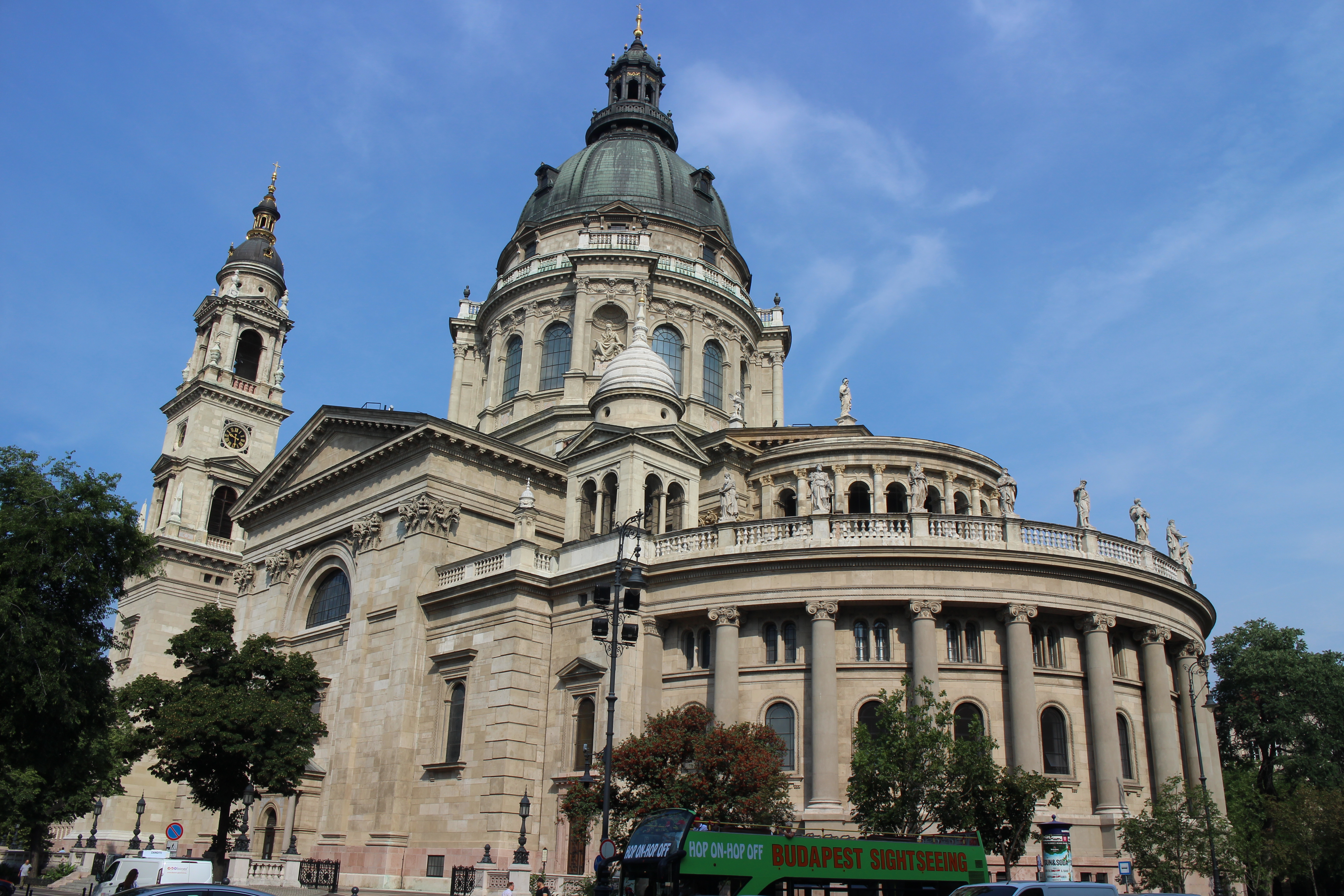
大聖堂の後ろ側